# 遠距離戀愛
遠距離恋爱，又稱異地戀，是指一對情侣長時間分開兩地生活，由於交通費時及昂貴，這對情侶不能經常見面、約會。
有些遠距離戀愛的情侶本來是在同一地區生活，後來因為其中一方或雙方讀書（如到外國留學或在同一國不同地區的學校就讀），工作、移民等而變成遠距離戀愛。也有一些情侶一開始就是遠距離，例如來自不同地區或國家的人發展成情侶，由筆友開始發展為以寫情書維繫戀情的情侶，以及由網友發展成網戀的情侶等。一些情侶也可能因為申請移民而要其中一方先前往外地居住，另一方留在原居地，也屬於遠距離戀愛。
一些地區又有不落夫家的習俗，即使雙方情投意合結婚，也不能經常見面和一起生活。而中國神話《牛郎織女》中，牛郎和織女每年於七月初七（七夕）相會一次。
現代通訊技術很大地擴展了從其它世界的地區保持聯繫的方法。技術包括手機、電子郵件、即時通訊軟件和視訊等，因此有些人認為遠距離對雙方感情影響不大，或是覺得只要撐過遠距離，就沒什麼事能打敗。但遠距離戀愛始終不能有親密的接觸，亦難以觀察對方行動，定力不夠的人容易被第三者所吸引而背叛伴侶，導致分手收場。一些情侶還因為長期分隔，令其中一方或雙方有外遇而離婚。即使沒有第三者，情侶也可能因為聚少離多而令感情變淡，雙方生活環境不同也可能增加相處上的分歧、衝突，導致分手或離婚。